# Mladost Pesem Prijateljstvo
Mladost Pesem Prijateljstvo, s kratico MPP, je katoliški študentski pevski zbor, ki deluje v Ljubljani v Župniji Ljubljana - Marijino oznanjenje na Tromostovju pri bratih frančiškanih. Zbor šteje okoli 85 aktivnih članov – pevcev in pevk ter inštrumentalistov (cajon, klaviature, akustična kitara, bas kitara, violina). Člani zbora prihajajo iz vseh regij Slovenije. Zbor je tekom svojega obstoja postal nepogrešljivi člen študentskih maš, ki so vsako sredo zvečer. Njegovo orodje za slavljenje in oznanjevanje evangelija je pesem, prijateljstvo med člani zbora pa presega samostanske zidove, kar potrjuje pomen imena Mladost-Pesem-Prijateljstvo. Zbor je stalnica pri študentskih mašah že 30 let, vendar ni bil venomer tako samoumevno prisoten.

## Zgodovina
V začetku 90. let dvajsetega stoletja se je formirala skupina z močno željo po petju cerkvenih, duhovno ritmičnih pesmi za obogatitev sredinih študentskih maš. Brat Pepi Lebreht je, preden je odšel na misijon v Avstralijo (1992), skupaj z br. Jankom Fritzom in njegovo kitaro zbral okrog deset mladih pevcev, ki so s prepevanjem obogatili študentske maše. Maševanje je prevzel p. Ciril Božič, ki ga je nekaj let kasneje zamenjal p. Christian Gostečnik.
Za uradno letnico nastanka zbora velja leto 1992, ko si je zbor, po zapisih Judite Treven, nadel ime Mladost-Pesem-Prijateljstvo. Judita Treven je v svojih spominih na zbor MPP zapisala: »Ime se je nekje v letu 1992 pojavilo spontano. Nekoč sem razmišljala, kaj nas opredeljuje kot skupino in na svojo notno mapo sem s tušem narisala krog, kjer je bila v sredini črka tau (frančiškanski znak), čez njo sta bili dve povezani osminki (znak glasbe), ob obodu pa je bilo zapisano »MLADOST, PESEM, PRIJATELJSTVO«. To nas je opredeljevalo: vsi smo bili mladi, povezovala nas je pesem in bili smo prijatelji med seboj.« Prvi, ki je prispeval svoje dirigentske sposobnosti in kitaro, je bil Tilen Kuhar, s. Tatjana Lukner MSF pa je poskrbela za vez z brati frančiškani in tehnično pripravo. Bil je čas manjšega števila članov, hreščečega ozvočenja, potrpežljivih poslušalcev in velikega zagona. V času delovanja se je spreminjala struktura zbora – glede na potrebe zborovodij. Zamenjalo se je mnogo pevcev, inštrumentalistov, duhovnih vodij, v samem zboru pa se je spletlo prijateljstev, ljubezni in odkritih poslanstev.

## Repertoar in poslanstvo
Zasedba je v začetku prepevala Taizéjske speve, nato pa se je repetoar razširil na ritmično-duhovno, slavilno glasbo, ki jo zbor izvaja še danes. Ob priložnosti MPP izvaja tudi klasično zborovsko petje, kar pa je bolj izjema kot pravilo. Le-to je večinoma del zgolj koncertnega programa. Kot pomemben del katoliške duhovno-ritmične scene ima MPP pomemben vpliv ne le pri sredinih študentskih mašah, temveč tudi v širšem Slovenskem prostoru. Pesmi, ki so del študentskih maš zaradi pestrosti primarnih okolij članov zbora hitro postanejo del domačih župnij in mladinskih skupin po Sloveniji. Mladi pesmi vzamejo za svoje, zaradi česar so skladbe skupin Svetnik, Tvoj glas, založbe Emanuel in drugih, ter avtorske pesmi, kot je Psalm 126 avtorjev Boštjana in Tanje Berkopec ter Andreja Pollaka postale razširjene.
Zbor dvakrat letno organizira pevske duhovne vikende, ki so namenjeni tudi druženju in povezovanju.

## Diskografija
Nastanek prve zgoščenke z naslovom Mladost Pesem Prijateljstvo je bil povezan z nastajanjem avtorskih pesmi v okviru zbora. Pisanje priredb in avtorskih del pa je postala tradicija, ki jo zbor ohranja do danes. Posledica tega dogajanja je povezana z založbo Brat Frančišek in nastankom zgoščenke ob 25-letnici zbora, z naslovom Hvala. Z zgoščenko je zbor pretvoril svojo hvaležnost vsem članom zbora, bivših in sedanjih, bratom frančiškanom in predvsem Bogu za uspešno delovanje in ljubezen, ki se prek zbora širi naprej.
- Mladost Pesem Prijateljstvo (1995-1999)
- Hvala (2017)

## Voditelji
| Zborovodje        | Obdobje   |
| ----------------- | --------- |
| Tilen Kuhar       | 1992–1995 |
| Pavel Dolenc      | 1995–2000 |
| Peter Kadunc      | 2000–2003 |
| Tanja Repič       | 2003–2005 |
| Boštjan Berkopec  | 2005–2010 |
| Jakov Jurić       | 2010–2012 |
| Marta Habe        | 2012–2015 |
| Martina Ješovnik  | 2015–2017 |
| Tinkara Čerin     | 2017–2018 |
| Teja Sulejmanovič | 2018–2022 |
| Veronika Hrovat   | 2022–2024 |
| Ana Pučnik        | 2024–     |

| Duhovni vodje             | Obdobje                                  |
| ------------------------- | ---------------------------------------- |
| Janko Fritz, Pepi Lebreht | 1990–1992 (pred uradnim nastankom zbora) |
| Ambrož Požun              | 1992–1995                                |
| Tadej Strehovec           | 1995–1999                                |
| Jernej Kurinčič           | 1999–2003                                |
| Andraž Arko               | 2003–2006                                |
| Miha Pate                 | 2006–2007                                |
| Andrej Pollak             | 2007–2009                                |
| Jan Cvetek                | 2009                                     |
| Jani Jeriček              | 2009–2012                                |
| Dominik Papež             | 2011–2014                                |
| Melhior Grošelj           | 2013–2015                                |
| Jan Dominik Bogataj       | 2016–2017                                |
| Mario Zrakić              | 2017–2021                                |
| Christian Gostečnik       | 2021–2023                                |
| Filip Mlinar              | 2023–                                    |

## Člani zbora
| Sopran - Darja Altbauer - Marija Baša - Lucija Bučan - Mateja Burnik - Gaja Gregorčič - Blažka Hrovat - Lučka Hrovat - Marjeta Jesenko - Urška Klobučar - Katarina Kokalj - Aja Koncilja - Urška Kopač - Katja Magajna - Neja Martinčič - Marjeta Nahtigal - Klara Oražem - Nadja Rozman - Mirjam Smolič - Ana Strah - Klara Štukelj - Nika Uršič - Maja Vidmar - Klara Žabkar | Alt - Neža Alič - Lucija Baša - Evita Brdnik - Kristina Čop - Mirjam Hrovat - Zala Ilovar - Tjaša Jesenko - Ana Krapež - Marta Lajevec - Klara Levec - Katja Peternelj - Ana Petrič - Martina Poklukar - Meta Radež - Brina Rednjak - Eva Šabec - Klara Štefanič - Klara Tomažič - Jerneja Trček - Maja Zalar - Lucija Žakelj | Tenor - Aljoša Breskvar - Tobija Cencič - Marko Cerkovnik - Filip Ferlan - Vid Fister - Nejc Gartner - Miha Kapš - Aljaž Kurbos - Matjaž Mihael Mars - Vid Penko - Nejc Rot - Aljaž Smolič - Leon Stražišar - Gašper Suhadolnik - Martin Špajzer - Vid Uršič | Bas - Adam Atanasov - Jakob Bizjak - Klemen Bogataj - Gašper Čulk - Gašper Harej - Anej Horvat - Martin Jezeršek - Matej Marolt - Nejc Mihelič - Filip Mlinar - Gašper Pelko - Nik Pernek - Niko Rovtar - Tomaž Stopar - Andrej Štefanič - Matic Šutar - Martin Trajbarič - Rene Turk | Spremljevalna zasedba - Petra Burnik – violina - Martin Gantar – bas kitara - Marko Kalita – cajon, tolkala - Jakob Kavčič – kitara - Primož Padar – klaviature |

## Himna
Kjer je mladost, je tudi pesem (p. Pavle Jakop OFM)

Kjer je mladost,

je tudi pesem,

kjer je pesem,

je tudi prijateljstvo;

mladost rojeva pesem,

pesem rojeva prijateljstvo

in prijateljstvo hrani oba.

Srce, ki ne poje,

ni več mlado;

srce, ki ne prijateljuje,

ni več živo.

Zato bodi Bog zahvaljen

za Mladost-Pesem- Prijateljstvo,

ki nam dokazuje življenje,

in nam razodeva Boga;

zato naj Bog blagoslavlja

Mladost-Pesem-Prijateljstvo

za ohranjanje mladosti,

za radovanje srca

in za slavljenje Duha!